# Straws in the Wind
Straws in the Wind é um filme mudo do gênero drama produzido no Reino Unido, dirigido por Bertram Phillips e lançado em 1924.